# 4-days (virus máy tính)
4-days là virus máy tính được phát hiện tháng 7 năm 1994. Nguồn gốc virus không rõ. 4-days là virus ký sinh bộ nhớ tập tin.COM và.EXE, bao gồm COMMAND.COM.
Đoạn code sau kèm theo mã nguồn:
"COM EXE com exe OVL" 
"ALIEN 1.0 written by P.K. on April 93 Good Luck !!!"